# Lac Romanet
Lac Romanet är en sjö i Kanada.   Den ligger i regionen Nord-du-Québec och provinsen Québec, i den östra delen av landet, 1 300 km nordost om huvudstaden Ottawa. Lac Romanet ligger 304 meter över havet. Arean är 84 kvadratkilometer. Den sträcker sig 20,9 kilometer i nord-sydlig riktning, och 13,6 kilometer i öst-västlig riktning.
Trakten runt Lac Romanet är nära nog obefolkad, med mindre än två invånare per kvadratkilometer.